# Archezoa
Archezoa byla říše navržená Cavalier-Smithem pro ty eukaryotické organizmy, jež se vyvinuly ještě před vznikem mitochondrie. Do Archezoa byly řazeny různé archaméby (Entamoebida, Pelobionta), metamonády (dnes různá Excavata) a mikrosporidie (dnes skupina hub) a podporovaly to i některé stromy založené na sekvenaci genů pro rRNA. Všechny tyto skupiny se však zřejmě vyvinuly z předků s mitochondriemi a pouze je druhotně ztratily.